# オシコーン

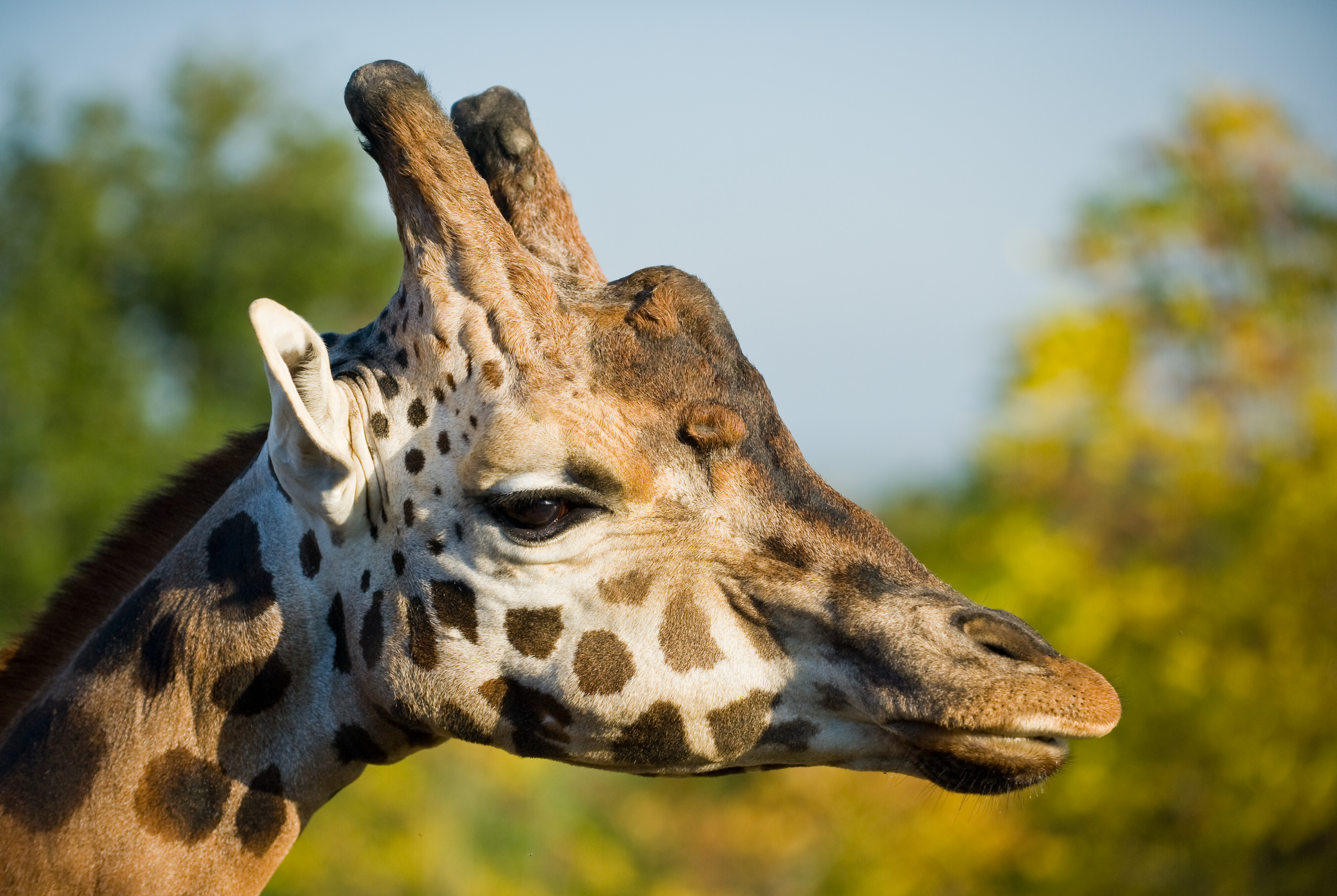
キリンのオシコーン

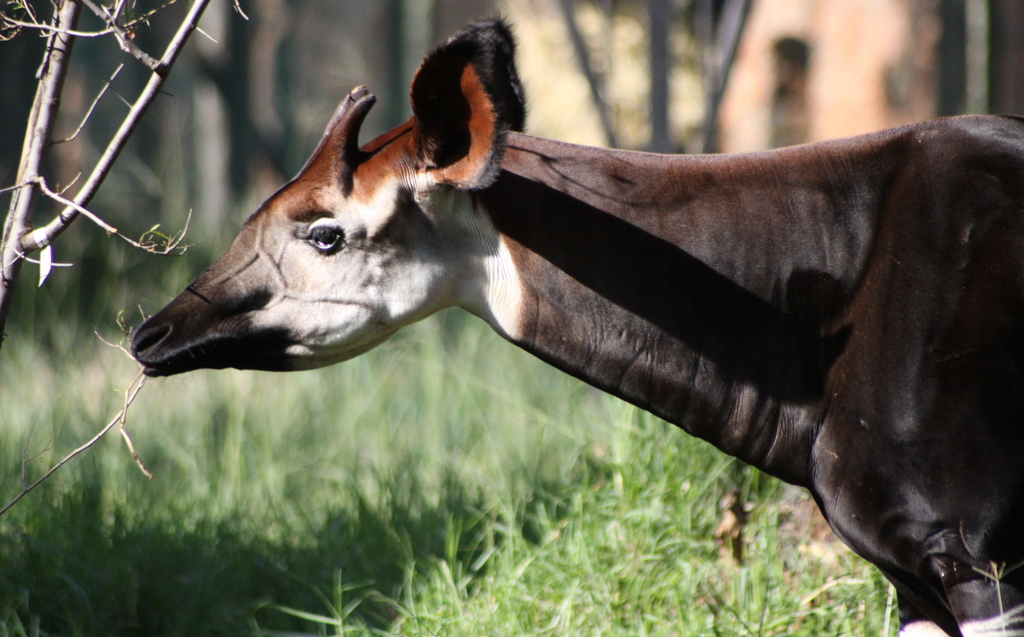
オカピのオシコーン

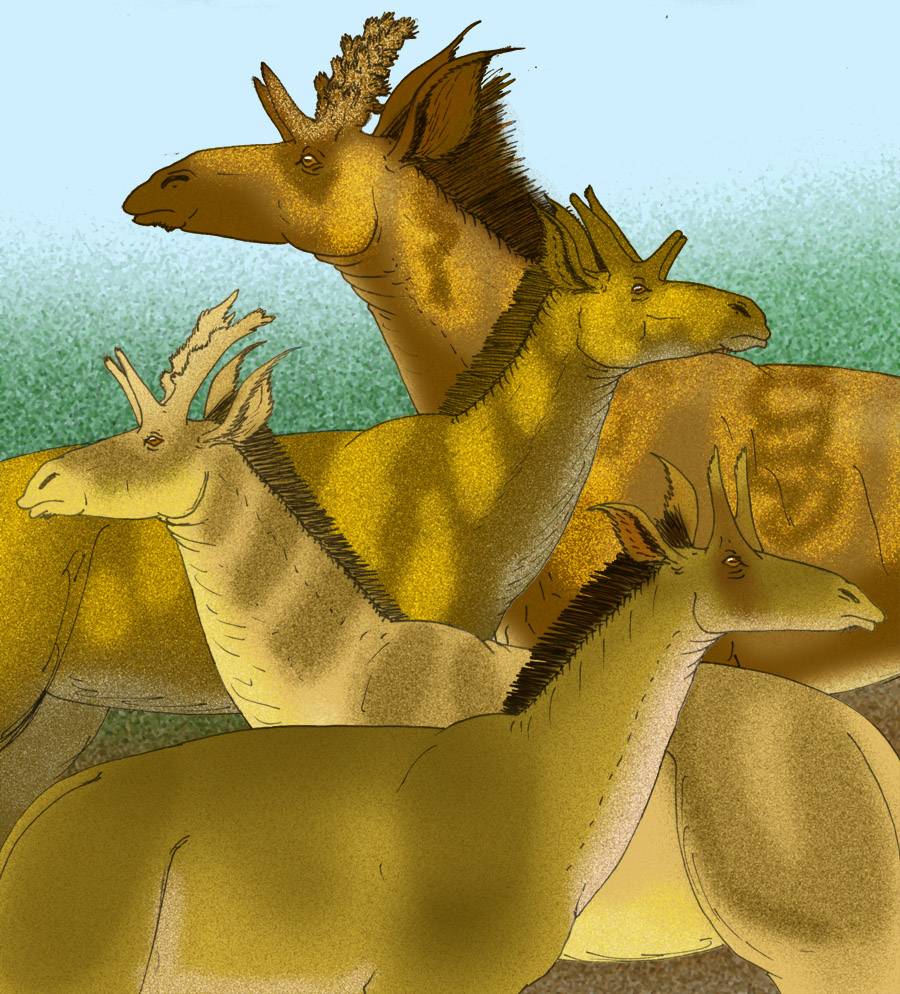
絶滅動物のオシコーン

オシコーン（Ossicones）は、キリン科の角である。毛と皮でおおわれており、生え変わりはしない。この点で枝角とも洞角とも異なる。

## 構造
オシコーンは、外面を覆う皮膚と骨の芯で構成される。出生当初は頭蓋骨に付着していないが、性的成熟時に頭蓋骨に融合する。キリン科では、オスとメスとも、頭蓋骨の頭頂骨に一対のオシコーンを持っているが、オスは通常、前頭骨の中央にさらに1本のオシコーンがある。キリンではその他にも後頭骨、目の上などにもオシコーンが生じ得る。

## 機能
オスは繁殖の際の闘争に用いる。そのため、オスはメスより大きく、厚いオシコーンを持つ。オシコーンは動物の頭に重さを加えるため、相手により大きな致命的な打撃を与えることを可能にしている。